# All That Echoes
All That Echoes é o sexto álbum de estúdio do cantor norte-americano Josh Groban, lançado a 5 de Fevereiro de 2013 através da Capitol Nashville. O disco estreou na primeira posição da Billboard 200 dos Estados Unidos com 145 mil cópias vendidas, conseguindo ainda ser certificado com disco de ouro no Canadá pela Music Canada e prata pela British Phonographic Industry (BPI) do Reino Unido.

## Desempenho nas tabelas musicais

### Posições
| Tabela musical (2013)          | Melhor posição |
| ------------------------------ | -------------- |
| Estados Unidos - Billboard 200 | 1              |

### Certificações
| País        | Provedor | Certificação |
| ----------- | -------- | ------------ |
| Canadá      | MC       | Ouro         |
| Reino Unido | BPI      | Prata        |